# Nottingham John Player 1972
Il Nottingham John Player 1972 è stato un torneo di tennis giocato sull'erba. È stata la 5ª edizione del Nottingham John Player che fa parte dei Tornei di tennis femminili indipendenti nel 1972. Si è giocato a Nottingham in Gran Bretagna dal 5 all'11 giugno 1972.

## Campionesse

### Singolare
Billie Jean King e  Evonne Goolagong hanno condiviso il titolo

### Doppio
- Doppio non disputato